# لينا صليبي
لينا صليبي هي مغنية فلسطينية ولدت في 24 أغسطس/آب 1992م. تحمل درجة البكالوريوس في إدارة الأعمال والتسويق. أطلقت أولى أغانيها في عام 2014م.
تضم أعمال لينا حتّى الآن أكثر من 30 أغنيّة، تتضمّن أغنيات بلغات عدّة، منها العربية، والإنجليزية، والفرنسية، والهندية، والألمانية، والآرامية.
قامت لينا بإعادة غناء أغاني فيروز وداليدا بطريقتها الخاصة، وكان من أهم أعمالها أغنيّة «حلوة يا بلدي» الّتي حقّقت أكثر من 9 ملايين مشاهدة!
شاركت لينا بالكثر من المهرجانات العالمية، كان أهمها الغناء على خشبة مسرح دبي أوبرا؛ لإحياء تحيّة لروح الفنّانة داليدا، وكانت قد اختارت 19 أغنيّة لتقدّمها في هذا الحفل. بعدها قامت عدّة قنوات باستضافة لينا، منها برنامج صباح الخير يا عرب على قناة ام بي سي 1 وصباح العربية على قناة العربية.